# Kimberly J. Brown
Kimberly J. Brown (tên khai sinh là Kimberly Jean Brown; sinh ngày 16 tháng 11 năm 1984) là một nữ diễn viên người Mỹ. Cô được biết đến với các vai diễn như Marah Lewis trong The Guiding Light và Marnie Piper trong loạt phim Halloweentown (1-3). Ngoài ra cô cũng được biết đến qua bộ phim Hồn sói 4 (Big Bad Wolf). Brown đóng vai Marnie Piper trong bộ ba phim Halloweentown là bộ phim đầu tiên trên kênh Disney Channel và Tumbleweeds (1999).

## Các phim đã đóng
- 1990: The Baby-Sitters Club vai Amanda Delaney
- 1993-2006: The Guiding Light vai Marah Lewis (26 tập)
- 1993: The Good Son vai Additional Voice
- 1994: Công chúa Caraboo vai diễn vô danh
- 1996: Christmas in Cartoontown lồng tiếng
- 1997: Ellen Foster vai Dora
- 1997: Kyûketsuki Miyu vào vai Miyu #2
- 1998: Unhappily Ever After vai Helena3 tập
- 1998: A Bug's Life
- 1998: Halloweentown vào vai Marnie Piper
- 1998: Two of a Kind trong vai Nicole (2 tập)
- 1999: Touched by an Angel vai Amy (1 tập)
- 1999: Tumbleweeds vào vai Ava Walker
- 2000: Quints đóng vai Jamie Grover
- 2001: Der kleine Eisbär vai Lona
- 2001: Halloweentown II: Kalabar's Revenge
- 2001: The Blue Diner
- 2002: Rose Red vai Annie Wheaton (3 tập)
- 2002: My Sister's Keeper vai Christine Chapman khi trẻ
- 2003: Law & Order: Special Victims Unit vai Jessica Morse (1 tập)
- 2004: Halloweentown High
- 2004: Switched! vào vai Herself (1 tập)
- 2004: Bringing Down the House vai Sarah Sanderson
- 2005: Be Cool trong vai Tiffany
- 2006: Hồn sói 4 trong vai cô thợ máy Samantha "Sam" Marche
- 2010: Friendship! vào vai Dorthee